# Le Dompteur de femmes
Pour plus de détails, voir Fiche technique et Distribution.
Le Dompteur de femmes (The George Raft Story) est un film américain réalisé par Joseph M. Newman, sorti en 1961.

## Synopsis
La vie de l'acteur George Raft.

## Fiche technique
- Titre : Le Dompteur de femmes
- Titre original : The George Raft Story
- Réalisation : Joseph M. Newman
- Scénario : Crane Wilbur et Daniel Mainwaring
- Musique : Jeff Alexander
- Photographie : Carl E. Guthrie
- Montage : George White
- Production : Ben Schwalb
- Société de production : Allied Artists Pictures
- Société de distribution : Allied Artists Pictures (États-Unis)
- Pays de production :  États-Unis
- Genre : Biopic et drame
- Durée : 106 minutes
- Dates de sortie : 
  - États-Unis : 22 novembre 1961
  - France : 8 juillet 1964

## Distribution
- Ray Danton : George Raft
- Jayne Mansfield : Lisa Lang
- Julie London : Sheila Patton
- Barrie Chase : June Tyler
- Barbara Nichols : Texas Guinan
- Frank Gorshin : Moxie Cusack
- Margo Moore : Ruth Harris
- Brad Dexter : Benny « Bugsy » Siegel
- Neville Brand : Al Capone
- Robert Strauss : Frenchie
- Herschel Bernardi : Sam
- Joe De Santis : Frankie Donatella
- Jack Lambert : Jerry Fitzpatrick
- Argentina Brunetti : Mme. Raft
- Robert H. Harris : Harvey
- Jack Albertson : Milton

## Tournage
Le tournage a débuté en juin 1961.